# Шоош, Бела
Бела Шоош (рум. Bela Soos; 2 марта 1930 — 12 сентября 2007) — румынский и немецкий шахматист; международный мастер (1967).
В составе сборной Румынии участник 4-х Олимпиад (1956, 1962, 1966—1968).

## Спортивные результаты
| Год  | Город  | Соревнование   | + | − | = | Результат | Место |
| ---- | ------ | -------------- | - | - | - | --------- | ----- |
| 1956 | Москва | 12-я Олимпиада | 5 | 3 | 6 | 8 из 14   |       |
| 1962 | Варна  | 15-я Олимпиада | 6 | 4 | 4 | 8 из 14   |       |
| 1966 | Гавана | 17-я Олимпиада | 6 | 4 | 3 | 7½ из 13  |       |
| 1968 | Лугано | 18-я Олимпиада | 2 | 4 | 2 | 3 из 8    |       |

## Изменения рейтинга
| Графики недоступны из-за технических проблем. См. информацию на Фабрикаторе и на mediawiki.org. |